# Horton (Staffordshire)
Pour les articles homonymes, voir Horton.
Horton est un village et une paroisse civile du Staffordshire, en Angleterre.